# Mario Regueiro
Mario Ignacio Regueiro Pintos (Montevideo, 9 september 1978) is een Uruguayaans profvoetballer die bij voorkeur als vleugelspeler uitkomt. Hij verruilde in juli 2010 Nacional voor CA Lanús. In oktober 2000 debuteerde hij in het Uruguayaans voetbalelftal, waarvoor hij 29 interlands speelde.

## Clubvoetbal
Regueiro speelde in eigen land voor CA Cerro (1996-1997) en Nacional (1998-2000). In 2000 vertrok hij naar het Spaanse Racing Santander. Daar bleef de Uruguayaan tot 2005, toen Valencia CF hem voor 1.2 miljoen euro overnam.

### Statistieken
| seizoen    | club             | land             | competitie         | wed. | goals |
| ---------- | ---------------- | ---------------- | ------------------ | ---- | ----- |
| 1996       | CA Cerro         | Vlag van Uruguay | Segunda División   | 23   | 3     |
| 1997       | CA Cerro         | Vlag van Uruguay | Segunda División   | 21   | 4     |
| 1998       | Nacional         | Vlag van Uruguay | Primera División   | 20   | 1     |
| 1999       | Nacional         | Vlag van Uruguay | Primera División   | 23   | 12    |
| 2000       | Nacional         | Vlag van Uruguay | Primera División   | 20   | 5     |
| 2000/01    | Racing Santander | Vlag van Spanje  | Primera División   | 17   | 5     |
| 2001/02    | Racing Santander | Vlag van Spanje  | Segunda División A | 27   | 1     |
| 2002/03    | Racing Santander | Vlag van Spanje  | Primera División   | 32   | 5     |
| 2003/04    | Racing Santander | Vlag van Spanje  | Primera División   | 33   | 5     |
| 2004/05    | Racing Santander | Vlag van Spanje  | Primera División   | 32   | 8     |
| 2005/06    | Valencia CF      | Vlag van Spanje  | Primera División   | 24   | 3     |
| 2006/07    | Valencia CF      | Vlag van Spanje  | Primera División   | 5    | 0     |
| Bijgewerkt | 24-02-2007       |                  |                    |      |       |

## Nationaal elftal
Regueiro is tevens Uruguayaans international. In 1997 werd hij vicewereldkampioen op het WK Onder-20 in Maleisië. In 2002 behoorde de middenvelder tot de Uruguayaans selectie voor het WK 2002 in Zuid-Korea. Regueiro kwam op dit toernooi als invaller in actie in de laatste groepswedstrijd tegen Senegal.